# Каньелес (станция метро)
Каньелес (кат. Canyelles) — станция Барселонского метрополитена, расположенная на линии 3. Открытие станции состоялось 21 сентября 2001 года в составе участка «Монбау» — «Каньелес». Станция находится в одноимённом районе округа Ноу-Баррис Барселоны.
С момента открытия станции в 2001 году, и до продления линии до «Тринитат Нова» в 2008 году, «Каньелес» являлась конечной на линии 3.

## Платформа
Станция имеет островную платформу длиной в 100 метров и шириной в 8 метров.

## Вестибюли

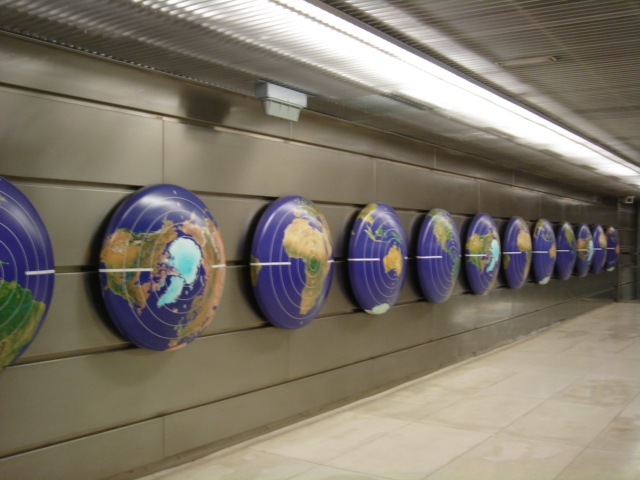
Экспозиция, посвящённая материкам Земли в одном из вестибюлей.

У станции два вестибюля. Первый из них расположен в парке Жозеп Серра Марти (кат. Parc de Josep Serra Martí), чуть севернее улицы Виа Фавенсиа (кат. Via Favencia); второй же расположен к западу от парка и выходит на улицу Федерико Гарсия Лорка (кат. Carrer Federico Garcia Lorca), названную в честь испанского поэта и драматурга Федерико Гарсии Лорки.

## Оформление
В первом вестибюле находится экспозиция из 12 моделей земного шара, на которых изображены материки Земли, авторства Альфонса Сольдевилы. (кат. Alfons Soldevila).

## Путевое развитие
За станцией, в сторону "Рукетес", находится оборотный тупик, использовавшийся для оборота поездов в период пребывания станции конечной на линии. Ныне, он используется для оборота поездов в час пик, а также для ночного отстоя составов.
Также, за станцией, в сторону "Вальдауры", расположен перекрёстный съезд.